# Emil Stöckhardt
Carl Emil Stöckhardt (* 18. Februar 1872 in Mönchengladbach; † 24. Juni 1945 in Dresden) war ein deutscher Elektrotechniker und Professor für Elektrotechnik an der Maschinenbauschule Elberfeld-Barmen.

## Familie
Sein Vater, Paul Robert Gustav Stöckhardt, war Fabrikdirektor in Lindenau. Er ist dem Putzkauer Zweig der Gelehrtenfamilie Stöckhardt zuzurechnen und war ein Urenkel des Bautzener Philologen und Freimaurers Gerhard Heinrich Jacobjan Stöckhardt. Der Sohn besuchte von 1883 bis 1891 das Königliche Gymnasium in Leipzig, das er mit dem Reifezeugnis verließ.

## Wirken
Stöckhardt war Assistent an der Königlichen Technischen Hochschule Dresden, Fachlehrer an den Vereinigten Königlichen Maschinenbauschulen Dortmund sowie Königlicher Oberlehrer und Professor an der Maschinenbauschule Elberfeld-Barmen.
Bekannt geworden ist er vor allem für sein Lehrbuch der Elektrotechnik, das bei Veit in Leipzig und bei de Gruyter in Berlin zwischen 1901 und 1925 in drei Auflagen erschien. Es richtete sich vorrangig an Studenten an Maschinenbauschulen. 1899 erfand Stöckhardt einen Wechselzahlmesser, der von Stieberitz in Dresden-Altstadt produziert wurde. 1911 berichtete er dem Verein Deutscher Ingenieure (VDI), dem er als Mitglied angehörte, über Betriebserfahrungen mit Quecksilberbogenlampen. Stöckhardt engagierte sich bis mindestens 1930 in verantwortlichen Positionen in Vereinen des VDE.